# 施蒂克爾格拉本河
49°3′35.44″N 11°2′49.27″E / 49.0598444°N 11.0470194°E
施蒂克爾格拉本河（德語：Stickelgraben），是德國的河流，位於該國東南部，由巴伐利亞負責管轄，屬於費爾希巴赫河的左支流，河道全長0.7公里，發源處海拔高度488米，河口處海拔高度465米。